# 八木宗十郎

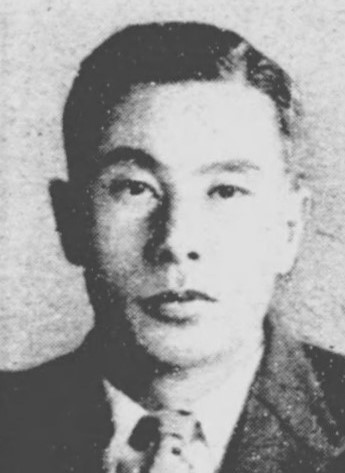
八木宗十郎

八木 宗十郎（やぎ そうじゅうろう、1899年（明治32年）9月7日 - 1981年（昭和56年）2月5日）は、日本の政治家、実業家。

## 経歴
山口県出身。明治大学専門部商科卒業。1923年、父祖が代々経営していた八木呉服店(現ちまきやホールディングス。百貨店は山口井筒屋が継承。)に入社。1937年、ちまきや八木取締役社長。山口県会議員、同参事会員を務めた。1942年、翼賛政治体制協議会から出馬し、衆議院議員に当選。山口商工会議所会頭も25年間に亘り務めるなど、戦前戦後にかけて山口県政治・経済の中心的役割を担った。戦後は公職追放を経て、NHK経営委員など公職の傍ら、岸信介首相の後援会長として岸政権を側面から支援した。
八木家は、八木呉服店創業後、「八木宗十郎」という名を創業家の当主が代々名乗り、2代目八木宗十郎は1907年に山口商工会議所の前身の山口実業談話会を設立して初代会長となり、1929年に市制施行された初代山口市長を務めた他、県会議長も務めるなど、代々山口県政財界の中心として活躍した。また、「ちまきや」は商都山口の景観をデザインした先駆者的存在であった。